# Virginia Ernst
Virginia „Gini“ Ernst (* 14. Januar 1991 in Wien) ist eine österreichische Singer-Songwriterin und Eishockeyspielerin. Mit dem österreichischen Frauen-Nationalteam nahm sie an fünf Eishockey-Weltmeisterschaften teil.

## Karriere als Musikerin
Nach ihrer Rückkehr aus Schweden kaufte sich Ernst ihre erste Gitarre und brachte sich selbst das Gitarrenspiel bei. Sie besuchte einen Singer-Songwriter-Workshop in England und produzierte ihren ersten Song mit Martin Smith. Zurück in Wien arbeitete sie mit Echopilot, die ihre Singles I Wish, Let It Shine und Rockin’ produzierten. Im Juni 2014 veröffentlichte sie den Song Rockin’, der in den Österreichischen Charts für 7 Wochen platziert war und Platz 56 belegte. Im November 2014 veröffentlichte sie die Single Soldier (Echopilot).
Ernst war 2014 die meistgespielte Künstlerin im österreichischen Radio. 2015 erhielt sie die Nominierung als Künstlerin des Jahres beim Austrian Music Award Amadeus. Im Juni 2015 veröffentlichte sie den Song Kiss (Echopilot) und im April 2016 den Song If Not Tonight, den sie mit Steve Power in London produziert hatte. Durch diese Produktionen erweckte sie das Interesse des Labels Universal Music Publishing Berlin. Gemeinsam mit dem Produzenten Ingo Steinbach komponierte sie den Song No I Ain’t, der von Rainer Rütsch in den USA produziert wurde. No I Ain’t wurde vom Major Label Universal Music Publishing Berlin übernommen und weltweit am 2. September 2016 veröffentlicht.
2019 nahm sie, gemeinsam mit Alexandra Scheriau, an der ORF-Tanzshow Dancing Stars teil, in der das Paar als 5. ausschied.

## Karriere als Eishockeyspielerin
Im Alter von drei Jahren begann Ernst mit dem Eislaufen und trat sechs Jahre später dem Wiener Eislaufverein bei, bei dem sie den Eishockeysport erlernte. Nachdem sie zunächst ausschließlich in männlichen Nachwuchsmannschaften gespielt hatte, wechselte sie mit 14 Jahren ins Fraueneishockey und wurde ein Jahr später in die U18-Juniorinnen-Nationalmannschaft aufgenommen.
2007 nahm sie an ihrer ersten Frauen-Weltmeisterschaft teil, die in Nordkorea stattfand. Bei diesem Turnier der (drittklassigen) Division II belegte Ernst mit dem Team Austria den vierten Platz. Im folgenden Jahr gewann sie mit dem Nationalteam die Goldmedaille bei der Weltmeisterschaft der Division II in Finnland und stieg damit in die Division I auf. Nach diesem Erfolg entschied sie sich zu einem Wechsel nach Schweden, wo sie unter semiprofessionellen Bedingungen beim VIK Västerås HK spielte und mit diesem 2009 in die Riksserien aufstieg. Während der Saison 2009/10 wechselte sie innerhalb der Liga zum Linköpings HC. In der Saison 2010/11 war sie für das Frauenteam des Södertälje SK aktiv. Nach der Weltmeisterschaft 2011 nahm sie eine Auszeit vom Eishockeysport, ehe sie während der Saison 2012/13 einige Einsätze für die EHV Sabres Wien absolvierte.

### Erfolge und Auszeichnungen
- 2007 Österreichischer Meister mit dem EHV Sabres Wien
- 2008 Aufstieg in die Division I bei der Weltmeisterschaft der Division II

## Privatleben
Virginia Ernst lebt seit 2015 in einer Beziehung mit einer Frau. Im August 2017 ging sie eine gleichgeschlechtliche Ehe ein. 2021 haben sie ihren ersten Sohn bekommen.